# Nháy mắt (thời gian)
Nháy mắt là một thuật ngữ không chính thức cho bất kỳ khoảng thời gian ngắn không xác định thời gian, như trong "Tôi sẽ trở lại trong một nháy mắt". Từ đó, nó đã có được một số ứng dụng chính xác hơn trong khoảng thời gian ngắn, rất ngắn, cực ngắn, cực kì ngắn hoặc siêu ngắn. Lần đầu tiên được chứng thực vào năm 1785, nguồn gốc của từ này không rõ ràng, mặc dù có một gợi ý nó là từ thieves' cant chỉ xét.

## Công dụng
Trong điện tử, nháy mắt là khoảng thời gian của một chu kỳ năng lượng điện xoay chiều, 1/60 hoặc 1/50 của một giây trong hầu hết các nguồn cung cấp điện chính.
Trong điện toán, nháy mắt ban đầu là thời gian giữa hai tích tắc của bộ đếm thời gian hệ thống bị gián đoạn. Nó không phải là một đơn vị khoảng thời gian tuyệt đối, vì thời lượng của nó phụ thuộc vào tần số ngắt đồng hồ của nền tảng phần cứng cụ thể.
Các hệ thống máy vi tính ban đầu như Commodore 64 và nhiều máy chơi game (sử dụng TV làm thiết bị hiển thị) thường đồng bộ hóa bộ hẹn giờ ngắt hệ thống với tần số dọc của tiêu chuẩn truyền hình địa phương, 59,94 Hz với các hệ thống NTSC, hoặc 50.0 Hz với hầu hết các hệ thống PAL. Các giá trị khó hiểu cho các phiên bản và nền tảng Linux khác nhau thường khác nhau trong khoảng 1 ms và 10   ms, với 10 ms báo cáo là một tiêu chuẩn ngày càng phổ biến trong tệp Jargon.
Stratus VOS sử dụng nháy mắt tương đương khoảng 1/65,536 giây để thể hiện ngày và thời gian (số lượng thời gian trôi qua kể từ Ngày 1 tháng 1 năm 1980 00:00 giờ chuẩn Greenwich. Stratus cũng định nghĩa microJiffy, bằng 1/65.536 của một nháy mắt thông thường.
Thuật ngữ "nháy mắt" đôi khi được sử dụng trong hoạt hình máy tính như một phương pháp xác định tốc độ phát lại, với khoảng thời gian trễ giữa các khung riêng lẻ được chỉ định trong 1/100 giây (10 ms) nháy mắt, đặc biệt là trong Autodesk Animator. Chuỗi FLI (một cài đặt tần số khung toàn cầu) và Compuserve hoạt hình. Ảnh GIF (mỗi khung có thời gian hiển thị được xác định riêng được đo bằng 1/100 s).